# A Dominikai Köztársaság az 1992. évi nyári olimpiai játékokon
A Dominikai Köztársaság a spanyolországi Barcelonában megrendezett 1992. évi nyári olimpiai játékok egyik részt vevő nemzete volt. Az országot az olimpián 5 sportágban 32 sportoló képviselte, akik érmet nem szereztek.

## Baseball
| Dominikai köztársasági baseballcsapat-játékoskeret | Dominikai köztársasági baseballcsapat-játékoskeret |
| --- | --- |
| - Fabio Aquino - Roberto Casey - Manuel Guzmán - Benjamin Heredia - Rafaelito Mercedes - Félix Nova - Teodoro Novas - Elias Olivos - Alexis Peña - Fausto Peña | - Teófilo Peña - Silvestre Popoteur - José Santana - Juan Sánchez - Roque Solano - Félix Tejada - Eugenio Váldez - Cipriano Ventura - José Ramón Veras - Juan Viñas - Szövetségi kapitány: Jose Carradero |

### Eredmények
Csoportkör
| Csapat                | M | Gy | V | P+ | P– | Pk  |
| --------------------- | - | -- | - | -- | -- | --- |
| Kuba                  | 7 | 7  | 0 | 78 | 14 | +64 |
| Japán                 | 7 | 5  | 2 | 60 | 15 | +45 |
| Tajvan                | 7 | 5  | 2 | 61 | 21 | +40 |
| Egyesült Államok      | 7 | 5  | 2 | 49 | 28 | +21 |
| Puerto Rico           | 7 | 2  | 5 | 22 | 48 | –26 |
| Dominikai Köztársaság | 7 | 2  | 5 | 23 | 60 | –37 |
| Olaszország           | 7 | 1  | 6 | 25 | 62 | –37 |
| Spanyolország         | 7 | 1  | 6 | 15 | 85 | –70 |

| 1992. július 26. |  | Kuba (CUB) | 8 – 0 | Dominikai Köztársaság |  |  |
| 1992. július 26. |  |            |       |                       |  |  |

| 1992. július 27. |  | Puerto Rico (PUR) | 7 – 5 | Dominikai Köztársaság |  |  |
| 1992. július 27. |  |                   |       |                       |  |  |

| 1992. július 28. |  | Dominikai Köztársaság (DOM) | 11 – 2 | Spanyolország |  |  |
| 1992. július 28. |  |                             |        |               |  |  |

| 1992. július 29. |  | Japán (JPN) | 17 – 0 | Dominikai Köztársaság |  |  |
| 1992. július 29. |  |             |        |                       |  |  |

| 1992. július 31. |  | Tajvan (TPE) | 11 – 0 | Dominikai Köztársaság |  |  |
| 1992. július 31. |  |              |        |                       |  |  |

| 1992. augusztus 1. |  | Egyesült Államok (USA) | 10 – 0 | Dominikai Köztársaság |  |  |
| 1992. augusztus 1. |  |                        |        |                       |  |  |

| 1992. augusztus 2. |  | Olaszország (ITA) | 5 – 7 | Dominikai Köztársaság |  |  |
| 1992. augusztus 2. |  |                   |       |                       |  |  |

| Csapat                      | Helyezés |
| --------------------------- | -------- |
| Dominikai Köztársaság (DOM) | 6.       |

## Birkózás
Kötöttfogású
| Versenyző       | Versenyszám | Csoportkör                                                            | Csoportkör | Helyosztók        | Helyosztók        | Helyosztók        | Bronz- mérkőzés   | Döntő             | Helyezés    |
| Versenyző       | Versenyszám | Csoportkör                                                            | Csoportkör | 9. helyért        | 7. helyért        | 5. helyért        | Bronz- mérkőzés   | Döntő             | Helyezés    |
| Versenyző       | Versenyszám | Ellenfél Eredmény                                                     | Hely.      | Ellenfél Eredmény | Ellenfél Eredmény | Ellenfél Eredmény | Ellenfél Eredmény | Ellenfél Eredmény | Helyezés    |
| --------------- | ----------- | --------------------------------------------------------------------- | ---------- | ----------------- | ----------------- | ----------------- | ----------------- | ----------------- | ----------- |
| Ulises Valentin | 52 kg       | B csoport · Bratan Cenov (BUL) · 0-16 · Senad Rizvanović (IOP) · 3-21 | 7.         | kiesett           | kiesett           | kiesett           | kiesett           | kiesett           | helyezetlen |

## Cselgáncs
Férfi
| Versenyző       | Versenyszám | Selejtező                            | 32-es főtábla     | Nyolcaddöntő      | Negyeddöntő       | Elődöntő          | Vigaszág első kör | Vigaszág nyolcaddöntő | Vigaszág negyeddöntő | Vigaszág elődöntő | Bronz- mérkőzés   | Döntő             | Helyezés |
| Versenyző       | Versenyszám | Ellenfél Eredmény                    | Ellenfél Eredmény | Ellenfél Eredmény | Ellenfél Eredmény | Ellenfél Eredmény | Ellenfél Eredmény | Ellenfél Eredmény     | Ellenfél Eredmény    | Ellenfél Eredmény | Ellenfél Eredmény | Ellenfél Eredmény | Helyezés |
| --------------- | ----------- | ------------------------------------ | ----------------- | ----------------- | ----------------- | ----------------- | ----------------- | --------------------- | -------------------- | ----------------- | ----------------- | ----------------- | -------- |
| Gilberto García | Légsúly     | Rui Ludovino (POR) · 0000-0010       | kiesett           | kiesett           | kiesett           | kiesett           |                   |                       |                      |                   |                   |                   | 35.      |
| Ekers Raposo    | Harmatsúly  | Jean Pierre Cantin (CAN) · 0000-1000 | kiesett           | kiesett           | kiesett           | kiesett           |                   |                       |                      |                   |                   |                   | 36.      |

Női
| Versenyző            | Versenyszám | Selejtező                           | Nyolcaddöntő      | Negyeddöntő       | Elődöntő          | Vigaszág nyolcaddöntő | Vigaszág negyeddöntő | Vigaszág elődöntő | Bronz- mérkőzés   | Döntő             | Helyezés |
| Versenyző            | Versenyszám | Ellenfél Eredmény                   | Ellenfél Eredmény | Ellenfél Eredmény | Ellenfél Eredmény | Ellenfél Eredmény     | Ellenfél Eredmény    | Ellenfél Eredmény | Ellenfél Eredmény | Ellenfél Eredmény | Helyezés |
| -------------------- | ----------- | ----------------------------------- | ----------------- | ----------------- | ----------------- | --------------------- | -------------------- | ----------------- | ----------------- | ----------------- | -------- |
| Altagracia Contreras | Könnyűsúly  | Csong Szonjong (KOR) · 0000-1000    | kiesett           | kiesett           | kiesett           |                       |                      |                   |                   |                   | 18.      |
| Eleucadia Vargas     | Váltósúly   | Susanne Profanter (AUT) · 0000-0010 | kiesett           | kiesett           | kiesett           |                       |                      |                   |                   |                   | 20.      |

## Ökölvívás
| Versenyző              | Versenyszám  | Selejtező                        | Nyolcaddöntő               | Negyeddöntő                  | Elődöntő          | Döntő             | Helyezés |
| Versenyző              | Versenyszám  | Ellenfél Eredmény                | Ellenfél Eredmény          | Ellenfél Eredmény            | Ellenfél Eredmény | Ellenfél Eredmény | Helyezés |
| ---------------------- | ------------ | -------------------------------- | -------------------------- | ---------------------------- | ----------------- | ----------------- | -------- |
| Fausto del Rosario     | Papírsúly    | Eric Joseph Griffin (USA) · 2-14 | kiesett                    | kiesett                      | kiesett           | kiesett           | 17.      |
| Héctor Avila           | Légsúly      | Liu Kang (CHN) · RSC             | Isidro Vicera (PHI) · 17-5 | Kovács István (HUN) · 3-17   | kiesett           | kiesett           | 5.       |
| Agustin Castillo       | Harmatsúly   | Roberto Jalnaiz (PHI) · RSC      | kiesett                    | kiesett                      | kiesett           | kiesett           | 17.      |
| Victoriano Damián Sosa | Pehelysúly   | Eddy Sáenz (NCA) · 23-14         | Steven Chungu (ZAM) · 11-9 | Hoszin Szoltáni (ALG) · 4-13 | kiesett           | kiesett           | 5.       |
| Rafael Romero          | Kisváltósúly | Dillon Carew (GUY) · 4-19        | kiesett                    | kiesett                      | kiesett           | kiesett           | 17.      |
| César Ramos            | Váltósúly    | Wiesław Małyszko (POL) · 6-1     | Sören Antman (SWE) · RSC   | kiesett                      | kiesett           | kiesett           | 9.       |

RSC - a játékvezető megállította a mérkőzést

## Súlyemelés
| Versenyző         | Versenyszám | Szakítás | Szakítás | Lökés    | Lökés    | Összesen | Helyezés |
| Versenyző         | Versenyszám | Eredmény | Helyezés | Eredmény | Helyezés | Összesen | Helyezés |
| ----------------- | ----------- | -------- | -------- | -------- | -------- | -------- | -------- |
| Juan Manuel Cueto | 60 kg       | 112,5    | 25.      | 135,0    | 25.      | 247,5    | 25.      |